# Química de las nanopartículas magnéticas

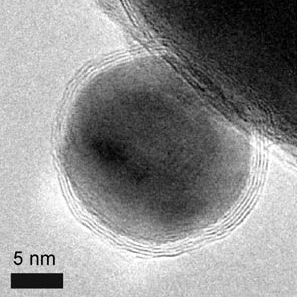
Nanopartícula de cobalto, recubierta con grafeno es uno de los tipos de nanopartículas magnéticas que se utilizan actualmente en química magnética.

La Química de las nanopartículas magnéticas es la rama de la química que se ocupa de aquellas reacciones en las que cualquiera de los reactivos o  productos tienen propiedades magnéticas. A pesar de que esta definición incluye, en teoría, átomos magnéticos individuales, en la práctica las unidades magnéticas más pequeñas son nanopartículas magnéticas. La química magnética y sus aplicaciones son un campo interdisciplinario entre la química, la biología, la ciencia de los materiales  y la ingeniería química.

## Campo de aplicación
Dado que las nanopartículas magnéticas presentan el problema de ser muy costosas en lo referente a su producción, así como el tiempo que debe emplearse para generarlas, su uso sólo tiene sentido en las reacciones donde pueden ser reutilizadas o bien instrumentarse en cantidades catalíticas cuando el producto resultante es altamente necesario.
Hasta ahora, las nanopartículas magnéticas se utilizan en química magnética solamente en la investigación científica, como un biocatalizador y soporte de catalizador.
El uso industrial aún no ha sido establecido. El potencial y la versatilidad de la química magnética surge de la separación rápida y fácil de las nanopartículas magnéticas, eliminando los procesos de separación tediosos y costosos.  Además, las nanopartículas magnéticas pueden ser guiadas a través de un campo magnético a la ubicación deseada, lo cual se piensa que puede contribuir en terapias de lucha contra el cáncer.

### Biotecnología y aplicaciones médicas
Las enzimas, proteínas y otras sustancias biológica y químicamente activas han sido inmovilizadas sobre nanopartículas magnéticas. Asimismo, son empleadas en reacciones incluso dentro del propio cuerpo humano, tales como la separación celular, la desintoxicación de los fluidos biológicos, la reparación de tejidos, administración de fármacos, resonancia magnética de formación de imágenes, la hipertermia y la magnetofección.

### Catálisis directa
Las nanopartículas magnéticas metálicas sin recubrir son muy propensas a la oxidación , lo cual las vuelve inadecuadas para su aplicación directa en reacciones de catálisis .

### Soporte de catalizador
La catálisis convencional de soporte sólido a menudo sufre  reducida reactividad y selectividad debido al hecho de que el centro catalítico activo está incrustado en un soporte sólido. Inmovilizar el centro catalítico en la parte superior de las nanopartículas con una gran superficie para contadores de relación de volumen, oficia de ayuda. En el caso de las nanopartículas magnéticas se agrega la propiedad de una separación fácil. Un ejemplo de una catálisis con rodio unido a las nanopartículas magnéticas fue demostrada por T.-J Yoon et al.
Otro ejemplo de un catalizador inmovilizado sobre nanopartículas magnéticas fue estudiado por Schätz et al. El catalizador en este caso es el TEMPO radical estable, que se adjunta a los de grafeno recubierto de nanopartículas de cobalto en varios pasos que comienzan con una reacción de diazonio. El catalizador resultante se utilizó con éxito para la oxidación quimioselectiva de alcoholes primarios y secundarios.
Gracias a las propiedades magnéticas de las nanopartículas, la reacción catalítica puede tener lugar en un reactor de flujo continuo en lugar de un reactor discontinuo sin restos del catalizador en el producto final. El grafeno recubierto de nanopartículas de cobalto se han utilizado para este experimento ya que presentan una magnetización más alta que las nanopartículas de ferrita, que es esencial para una separación rápida y limpia a través del campo magnético externo.

### Síntesis de soporte sólida
Varias estructuras moleculares han sido sintetizadas en la superficie de las nanopartículas magnéticas modificadas. Un ejemplo de esto lo constituyen los péptidos.